# Baleine 52 hertz
52 hertz est le nom donné à une baleine unique en son genre dont la fréquence du chant est de 52 hertz. Elle est aussi surnommée « la baleine la plus seule au monde,, ».
Détectée pour la première fois dans l'océan Pacifique nord en 1989, cette baleine semble être l'unique représentante de son espèce, son chant ne correspondant pas à la fréquence usuelle des chants des baleines (habituellement de 12 à 25 hertz), et ses déplacements ne suivant pas les voies migratoires du reste de l'espèce des baleines bleues,. La baleine a été suivie pendant 12 ans, de 1992 à 2004, par une équipe de scientifiques du Woods Hole Oceanographic Institution, menée par William Watkins, puis Mary Ann Daher.
La baleine 52 hertz a continué d'être suivie par l'équipe jusqu'en 2007 et en 2013, une équipe composée de vidéastes documentaires et de scientifiques a été montée pour tenter de repérer et découvrir la baleine dans le Pacifique Nord. La campagne de financement participatif pour le tournage du documentaire a réussi à dépasser son objectif de 300 000 dollars et le film a été diffusé dans les cinémas américains à partir de juillet 2021.

## Suivi
52 hertz a été détectée pour la première fois en 1989 puis suivie dès 1992 grâce au SOSUS, un réseau d'hydrophones construit par les États-Unis pour espionner l'Union soviétique et dont les installations ne furent déclassifiées qu'après 1991. Au vu de ses déplacements différents de ceux de ses congénères, il a été possible pour l'équipe scientifique de suivre la baleine pendant quelques semaines voire parfois toute une année alors qu'il n'est en général possible de suivre une baleine que durant quelques heures. La vitesse de 52 hertz est d'environ 31 à 69 kilomètres par jour, elle a pu être observée sans interruption pendant un minimum de 708 km (une saison entière) et un maximum de 11 062 km (année 2002-2003).
Le trajet de la baleine n'est comparable à aucun des trajets migratoires connus d'autres groupes de baleines, il couvre l'ensemble du territoire marin des eaux du Mexique à l'Alaska.

## Chant
Le chant de 52 hertz est caractérisé par une fréquence moyenne de 51,75 Hz pour des suites de 2 à 6 chants d'environ 5 secondes. Le chant a par ailleurs baissé en fréquence au fil des ans, indiquant le vieillissement de la baleine. Le chant n'a pu être identifié depuis quelques années[Quand ?], mais les projections indiquent que sa fréquence avoisinerait les 47 Hz en 2015. Une baleine bleue chante sur des fréquences allant de 12 à 25 hertz.
L'approfondissement du chant de 52 Hz indique qu'il existe une relation entre les baleines bleues et cette baleine étant donné que le chant des baleines bleues a lui aussi baissé en fréquence de manière progressive depuis les années 1960.
Les chants des baleines sont des éléments propres à la culture de chaque espèce : l'absence de correspondance entre le chant et le trajet migratoire de 52 Hz et d'autres espèces de baleines montre que c'est un individu qui n'a pas appris les éléments culturels de son espèce, soit par absence de semblables soit par idiosyncrasie. Le fait que le chant soit particulièrement aigu par rapport aux autres baleines ne veut cependant pas dire qu'il est inaudible selon Christopher Willes Clark, ce chant pourrait être une version dialectale du chant des baleines bleues du Pacifique Nord.
Le chant et le thème de la solitude de cette baleine a inspiré autour du monde ; des poèmes, livres et musiques ont été créés en hommage à 52 hertz. Daher, qui a survécu à Watkins et était à l'époque de la rédaction de l'article son assistante de laboratoire, reçoit depuis la publication des lettres et des e-mails de personnes compatissant pour la baleine. Un documentariste, Joshua Zeman a commencé à produire en 2013 un documentaire, Finding 52, "Trouver 52" en Français, sur l'impact que l'existence de 52 hertz a sur les personnes, sur la réponse émotionnelle que les nouvelles de son existence a eu dans le monde.

## Hypothèses
Les hypothèses sur la cause de l'unicité de cette baleine sont nombreuses, bien que Daher ait réfuté l'idée que cette baleine soit l'unique représentante d'une sous-espèce, considérant plutôt qu'elle doit être victime d'une malformation ou être un hybride,. Le cryptozoologiste Oll Lewis a émis l'hypothèse que 52 hertz pourrait être soit le dernier survivant d'une sous-espèce de baleines disparue, soit un hybride entre deux sous-espèces. L'hypothèse la plus répandue en tous cas serait qu'elle appartient aux baleines bleues ou aux rorquals communs ou un hybride des deux espèces, bien que la possibilité de l'hybridation soit écartée par Bruce Mate qui appuie la malformation, supposant qu'il est probable que cette baleine ait l'équivalent d'un sigmatisme.